# 稲前神社

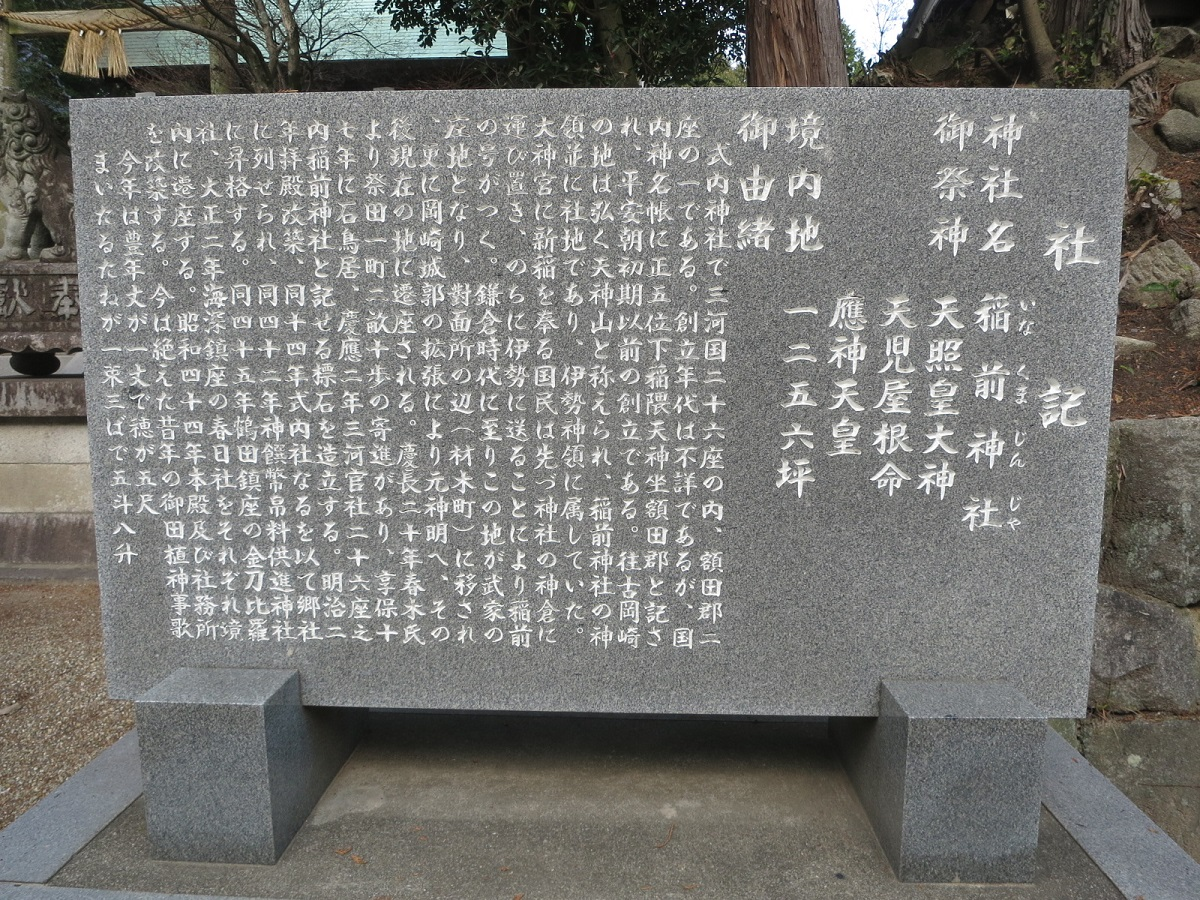
稲前神社境内にある石碑

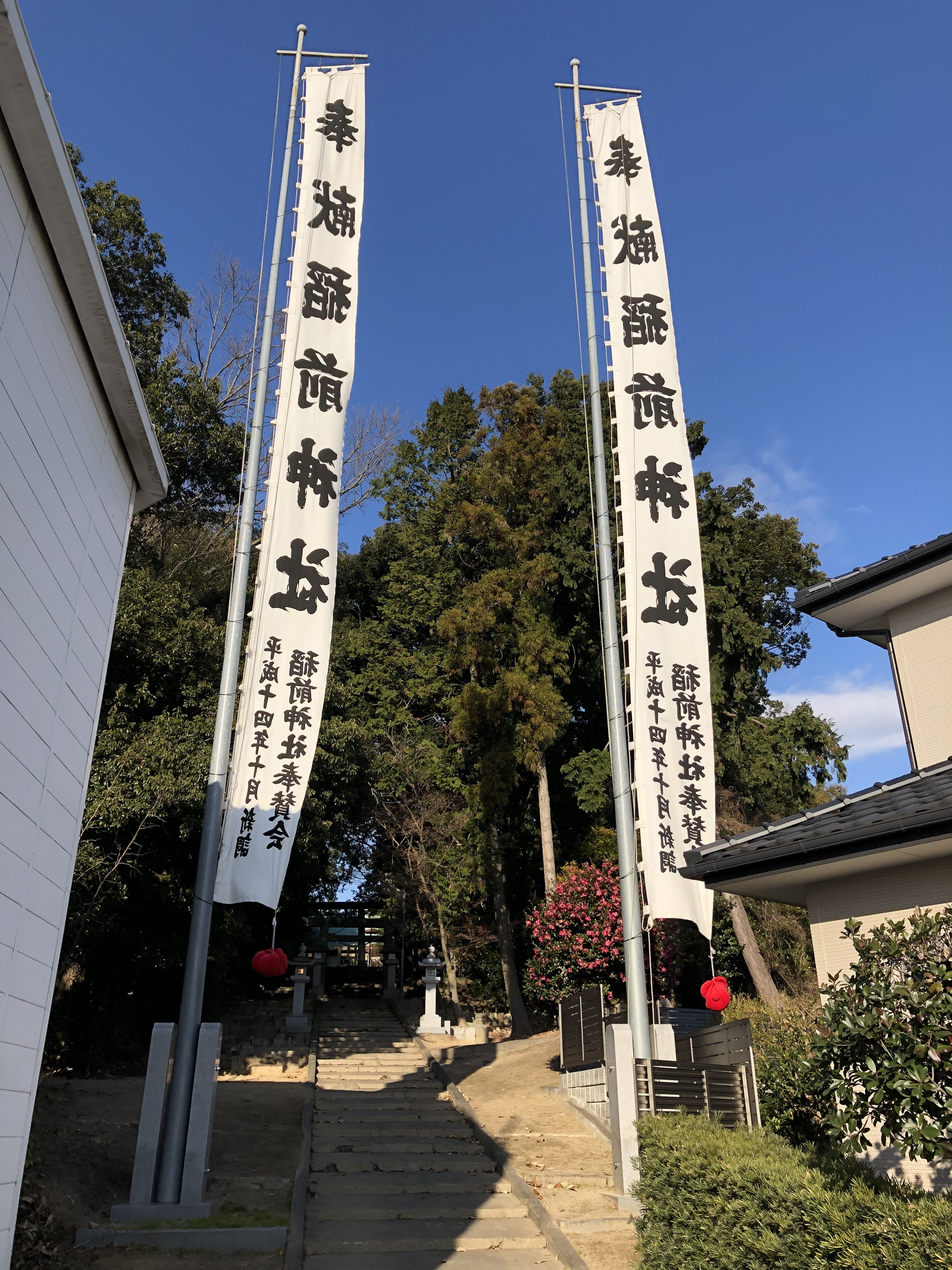
入口

稲前神社（いなくまじんじゃ、いなさきじんじゃ）は、愛知県岡崎市稲熊町森下にある神社。岡崎では最も古い神社とされる。

## 概要
稲前神社は、『延喜式』巻9・10に記載された古代の三河国額田郡二座の式内社のうちの一つとされる。
創建は奈良時代にまでさかのぼると考えられ、平安時代末期から鎌倉時代にかけて成立したとされる『三河国内神明名帳』に、「正五位下稲隈天神坐額田郡」と記されている。稲熊郷の一部は中世末から近世初頭の一時期には伊勢神宮の神領だったと言われている。したがって、土地の私有化（荘園化）が進むころにはすでに造営されていたと推察できる。
記録によると稲前神社は岡崎城の地にあったが、額田を領していた高（こう）氏が総持寺を再興するにあたって材木町に移した。さらに天正年間（1573年 - 1591年）、岡崎城郭の拡張により稲熊の地に移されたという。

## 交通手段
- 名鉄バス：大沼行き「稲熊二丁目」停留所下車、北へ100メートル。